# Малък емпидон
Малък емпидон (Empidonax minimus) е вид птица от семейство Tyrannidae.

## Разпространение и местообитание
Разпространен е в Бахамските острови, Белиз, Гватемала, Кайманови острови, Канада, Коста Рика, Мексико, Никарагуа, Панама, Салвадор, САЩ, Сен Пиер и Микелон, Търкс и Кайкос и Хондурас.